# Юлиус Август фон Ботмер
Юлиус Август фон Ботмер (на немски: Julius August, Graf von Bothmer; * 26 декември 1620 в Лауенбрюк (Хановер); † 18 януари 1703 в Ратцебург) е фрайхер от стария род Ботмер от Долна Саксония. Той е таен съветник в Брауншвайг, дворцов съдия в Целе и ланд-дрост на Лауенбург.
Той е син на Рудолф фон Ботмер-Лауенбрюк (1592 – 1628) и съпругата му София фон Панкер (1603 – 1669), дъщеря на Кристоф фон Панцкер-Матгау и Анна фон Венкщерн. Внук е на Улрих фон Ботмер (+ 1627) и Мета фон Фрезе.
През 1696 г. Юлиус Август фон Ботмер заедно със синовете му са издигнати на имперски фрайхер. Син му Йохан Каспар фон Ботмер е издигнат през 1713 г. на имперски граф.

## Фамилия
Юлиус Август фон Ботмер се жени на 20 август 1650 г. в Кумулен за Гертруд фон Шулте (* 18 юли 1630, Кумулен; † 17 декември 1652, Лауенбрук). Тя умира на 22 години. Те имат една дъщеря:
- Мета Аделхайд фон Ботмер (* 10 септември 1652, Лауенбрук; † 15 декември 1652, Лауенбрук)

Юлиус Август фон Ботмер се жени втори път на 2 юли 1655 г. във Витцин за Маргарета Елеонора фон Петерсдорф (* 4 юни 1638; † 18 октомври 1705), дъщеря на тайния съветник и оберхауптман на Харбург Ханс фон Петерсдорф (1585 – 1657) и Елеонора фон Тун († сл. 1650). Те имат децата:
- Йохан Каспар фон Ботмер (* 10 април 1656 в Лауенбрюк; † 18 февруари 1732 в Лондон), от 1713 г. имперски граф, Курхановерски и британски дипломат и министър, женен I. на 17 юни 1684 г. в Хановер за София Еренгард фон дер Асебург (1668 – 1688), II. на 28 декември 1696 г. в Дрезден за фрайин Гизела Ердмута фон Хойм (* 23 юни 1669, Дройсиг; † 17 януари 1741, Нойщат, Дрезден)
- Рудолф Улрих фон Ботмер (* 18 април 1657, Лауенбрук; † 5 март 1686, Бергедорф), неженен
- Фридрих Йохан фон Ботмер (* 11 юни 1658, Лауенбрук; † 9 март 1729, Копенхаген), фрайхер, женен I. на 7 декември 1690 г. в Шорзов за Юстина София фон Молтке (* 7 декември 1671, Шорзов; † 2 януари 1703, Ратценбург), II. на 17 ноември 1706 г. за София Шарлота фон Молтке (* 22 ноември 1684, Хановер; † 5 февруари 1708, Лауенбрюк), III. на 16 август 1716 г. в Копенхаген за София Хедвиг фон Холщайн (* 17 юни 1697, Нойенбург; † 28 февруари 1720, Копенхаген), IV. на 8 март 1724 г. в Копенхаген за Берта фон Холщайн (* 28 април 1705, Копенхаген; † 9 ноември 1735, дворец Транекаер, Дания); той има общо 10 деца